# Zweckverband Mobilität Ruhr-Lippe

Logo des ZRL von 2023

Historisches Logo des ZRL bis 2022

Der Zweckverband Mobilität Ruhr-Lippe (ZRL) ist ein Zweckverband des Hochsauerlandkreises, des Märkischen Kreises, der Kreise Soest und Unna sowie der kreisfreien Stadt Hamm. Er wurde am 4. November 1995 unter dem Namen Zweckverband SPNV Ruhr-Lippe (ebenfalls ZRL) als Personalkörperschaft gegründet.

## Geschichte
Der Zweckverband wurde am 4. November 1995 aufgrund des Gesetzes über den öffentlichen Personennahverkehr in NRW (ÖPNVG NRW) vom 7. März 1995 gegründet und war ein Ergebnis der Bahnstrukturreform und der Regionalisierung. Sein Gebiet entspricht dem Kooperationsraum 4 (Ruhr-Lippe) des alten ÖPNVG NRW.
Von 1996 bis 2008 war der ZRL gemäß dem ÖPNVG NRW der zuständige Aufgabenträger im Schienenpersonennahverkehrs (SPNV) für den Kooperationsraum 4, das heißt er war zuständig für die Planung, Organisation und Ausgestaltung des Schienenpersonennahverkehrs im Verbandsgebiet und erstellte Nahverkehrspläne. Gemäß der Neufassung des ÖPNVG NRW zum 1. Januar 2008 wurde die Anzahl der SPNV-Aufgabenträger von neun auf drei reduziert. Aus diesem Grunde bildete der ZRL zusammen mit den vier weiteren westfälischen Zweckverbänden den Zweckverband Nahverkehr Westfalen-Lippe (NWL) und übertrug ihm die SPNV-Aufgabenträgerschaft.
Von 2000 bis 2017 bildeten die Verkehrsunternehmen im Bereich des ZRL mit der Verkehrsgemeinschaft Ruhr-Lippe (VRL) einen Gemeinschaftstarif. 2011 beschloss der NWL, dass die fünf Verkehrsverbünde in Westfalen vereinigt werden sollten, somit ersetzte der Westfalentarif zum 1. Januar 2017 den Tarif der VRL. Die Tarifgestaltung innerhalb des ZRL wurde daher auf den NWL übertragen.
Im Rahmen der Neuausrichtung der Tätigkeiten des ZRL wurde der Zweckverband zum 9. Oktober 2021 von Zweckverband SPNV Ruhr-Lippe in Zweckverband Mobilität Ruhr-Lippe umbenannt.

## Aufgaben
Der Zweckverband SPNV Ruhr-Lippe nimmt (Stand 2022) folgende Aufgaben wahr:
- Vernetzung des Verkehrsangebotes im Öffentlichen Personennahverkehr zwischen Schienen- und Busverkehr
- Planung von Schnellbusverkehren, die mit Landesmitteln gefördert werden
- Koordination der vom Hochsauerlandkreis, vom Märkischen Kreis, von den Kreisen Soest und Unna sowie der kreisfreien Stadt Hamm aufzustellenden Nahverkehrspläne und
- Aufstellen eines Nahverkehrsplanes für den Zweckverband.